# 당투이쩜
당투이쩜(베트남어: 鄧垂簪 Đặng Thùy Trâm 1943년 11월 23일- 1970년 6월 22일)은 베트남 하노이 출신으로서 베트남 전쟁당시 북 베트남군 야전 군의관으로 활동했다. 27세때 베트남 중남부의 꽝응아이 병원에서 미군의 공격으로부터 그녀가 근무하던 병원을 방어하다가 숨졌다. 2005년에 그 생애의 마지막 3년을 담담히 적은 일기장이 주목을 받으면서 국제적인 주목을 받았다.
쩜의 일기중 한 권이 1969년 미군측에 의해 포획되었고, 그녀가 총격전끝에 숨진 후, 22세의 정보장교인 프레데릭 화이트허스트에 의해 나머지 일기가 수습되었다. 화이트 허스트는 일기장을 태우라는 지시를 따르는 대신, 일기장을 파괴하지 않기 바랐던 베트남 통역의 말을 따랐으며, 전쟁후 당의 가족에게 가능하다면 돌려줄수 있기를 바라면서 35년 동안 보관했다.
화이트허스트의 가족찾기 노력은 초기에 성공적이지 못했다. 화이트허스트는 2005년 그의 동생이자, 베트남전 베테랑이었던 로버트와 함께 텍사스 공과 대학에서 열린 베트남 전쟁에 대한 회의에 일기장을 가져 갔다. 그곳에서 그들 형제는 사진작가 테드 엥겔만을 만났으며, 그 다음달에 당의 가족을 찾기 위한 베트남 여행을 계획하였다. 하노이 퀘이커 교도인 도 슈안 아인의 도움으로 엥겔만은 당의 어머니인 도안 응옥 쩜이 있는 곳을 특정할 수 있었다.
2005년 7월, 당의 일기는 Nhật ký Đặng Thùy Trâm(당투이쩜의 일기)라는 제목으로 베트남에서 출판되었고, 삽시간에 베스트 셀러가 되었다. 1년도 못되어 약 30만부가 팔렸다. 2005년 8월, 프레데릭 형제는 하노이를 방문하여 쩜의 가족을 만났다. 같은 해 10월 당의 가족은 텍사스 공과대학의 베트남전 기록에 등록된 당의 일기를 보기 위하여 텍사스주 루브록을 방문하고, 노스캐롤라이나에 있는 프레데릭 형제와 가족의 집도 방문하였다.
2007년 9월, 일기가 영어로 번역되었으며, 대한민국에서는 《지난 밤 나는 평화를 꿈꾸었네》라는 제목으로 번역되어 출간되었다.

### 비디오
- (영어) Dang Thuy Tram video from Texas Tech University